# Una simple formalitat
Una simple formalitat (títol original: Una pura formalità) és una pel·lícula italo-francesa dirigida per Giuseppe Tornatore, estrenada l'any 1994. Ha estat doblada al català.

## Argument
El film comença per un pla ampli sobre un tret des de la boca d'un revòlver. Segueix, en una nit de tempesta, un home és detingut per la policia. Com no té papers, és portat a comisaria, un lloc vetust i arcaic, on la seva actitud confusa i sospitosa porta el comissari a deixar-lo detingut. Aquest home resulta ser Onoff, un famós escriptor que fa temps no ha escrit res, i del qual el comissari és fan i coneix la seva obra de memòria. Entre els 2 homes té lloc, durant un llarg i dur interrogatori, una dialèctica constant que anirà accelerant-se cap al final del film, lliurant la clau de la història; en aquest moment se sentirà saltar un parany per ratolins dins de l'armari.
L'escriptor es confessa a poc a poc,  revelant el seu fur interior. Hom s'assabenta que ha inventat la seva biografia oficial, inspirat per un vagabund genial que va ser el seu més gran amic i el seu mentor, no pensarà mai arribar al nivell del seu mestre i que la seva escriptura no és que una  dolorosa catarsi. Al final del film, l'interrogatori porta l'escriptor a recordar que s'ha suïcidat. Altres elements "sobrenaturals" el porten a poc a poc a comprendre que el commissari i els seus hostes no es troben en un món real: el parany per ratolins que s'ha sentit resulta estar buit, l'escriptor no pot fer-se entendre al telèfon, i sobretot, no porta la ferida del tret que s'ha fet suïcidant-se. L'escriptor finalment  esdevé un home apaivagat quan  és  portat fora de la comissaria cap a una destinació desconeguda.  

## Repartiment
- Gérard Depardieu : Onoff
- Roman Polanski : Inspector
- Sergio Rubini : Andre, el jove policia
- Nicola Di Pinto : Capità

## Rebuda
- Premis 1994
  - Festival de Cannes: Nominada a la Palma d'Or (millor pel·lícula)
  - Premis David di Donatello: Millor disseny de producció
- Crítica
  -  "Drama artificiós però absorbent, teatral i confús (...) La interpretació de Depardieu és molt bona; la de Polanski, superba" [3]